# 邦氏菌属
邦氏菌属（学名：Bondarcevomyces）是小塔氏菌科下的一个属。

## 下属物种
本属包括以下物种：
- 紫杉邦氏菌 Bondarcevomyces taxi (Bondartsev) Parmasto